# British Guiana 1c magenta

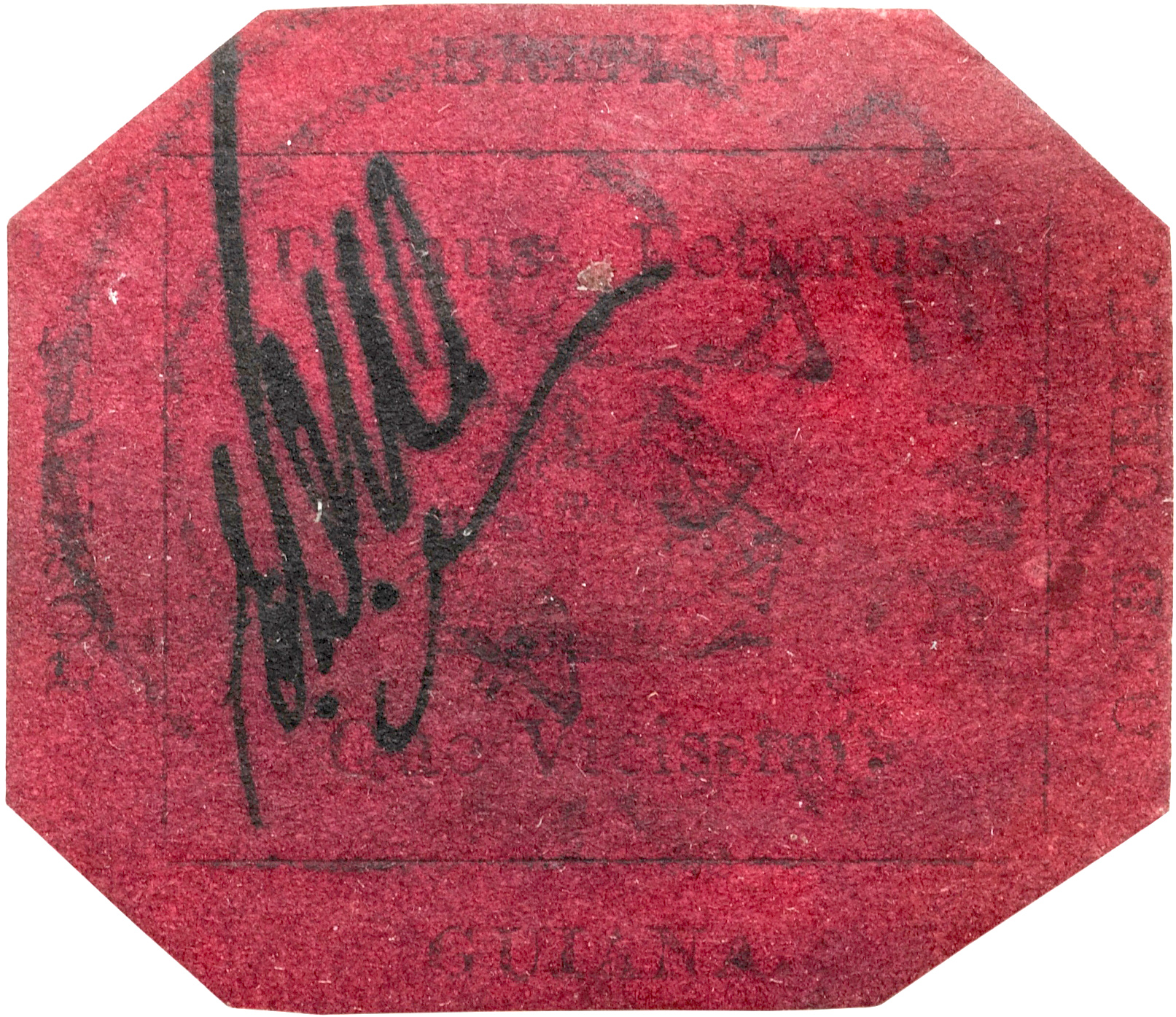
Con tem hiếm nhất thế giới

British Guiana 1c magenta, con tem 1 cent của Guiana thuộc Anh (nay là Guyana) được phát hành vào năm 1856, là con tem hiếm nhất thế giới. Đây loại tem không răng cưa, có hình một chiếc thuyền buồm màu đen trong khung với 4 đường vạch nhỏ, in trên giấy đỏ. Ngoài ra cũng có dòng chữ Latinh Danmus fetinus que vicissim ở giữa. Hiện nay chỉ còn một con tem "British Guiana 1c magenta" trên thế giới. Con tem này đã được đóng dấu bưu điện, bốn góc bị cắt và chữ ký trên tem là của một người mang tên Dalton tại Georgetown, Guyana.
Gần đây nhất, con tem naỳ được mang đấu giá vào năm 1980, và một thương gia tên là John E. du Pont đã mua với giá là 935.000 $. Với giá này, con tem này được xem là một trong những con tem đắt nhất thế giới, sau con tem 3 skilling vàng.